# دنیل هاول
دنیل هاول (چکی: Daniel Havel؛ زادهٔ ۱۰ اوت ۱۹۹۱) قایقران کانو اهل جمهوری چک است.